# Тундуш
Тундуш (рос. Тундуш) — селище залізничної станції, підпорядковане місту Златоуст Челябінської області Російської Федерації.
Населення становить 249 осіб (2010).

## Історія
Згідно із законом від 26 серпня 2004 року органом місцевого самоврядування є Златоустовський міський округ.

## Населення
| 2002 | 2010 |
| ---- | ---- |
| 267  | ↘249 |